# Фрэнни и Зуи
«Фрэнни и Зуи» (англ. Franny and Zooey) — повесть, объединенная рассказами «Фрэнни» и «Зуи» американского писателя Джерома Дэвида Сэлинджера, входящая в цикл рассказов о семье Гласс. Одно из немногих произведений западной художественной литературы, посвящённых православной духовности, и Иисусовой молитве в частности.

## Сюжет
Главная героиня — Фрэнни Гласс, младшая сестра Симора и Бадди, приезжает на выходные к своему молодому человеку Лейну, который учится в престижном университете. Подобно её братьям, она переживает конфликт с внешним миром. Она презирает людей, которые стремятся во что бы то ни стало удовлетворить свои амбиции, презирает актёров, жаждущих славы, профессоров, навязывающих студентам ошибочные способы постижения сути предмета. На этот внутренний конфликт накладывается потрясение от книги «Путь странника» — английского перевода книги неизвестного русского автора XIX века «Откровенные рассказы странника духовному своему отцу», повествующей об опыте непрестанной Иисусовой молитвы. Однако попытки с юношеским максимализмом, без должной готовности, овладеть этим опытом вместо высоких духовных состояний приводят Фрэнни к глубочайшему душевному разладу.
В рассказе «Зуи» Зуи Гласс, брат Фрэнни, основываясь на представлениях восточных мистических учений, интерес к которым в семье привил старший из братьев — Симор, пытается объяснить состояние сестры и помочь ей справиться с ним.